# 阿克旗乡
阿克旗乡，是中华人民共和国甘肃省酒泉市阿克塞哈萨克族自治县下辖的一个乡镇级行政单位。

## 行政区划
阿克旗乡下辖以下地区：
东格列克村、安南坝村和多坝沟村。